# Kupinečki Kraljevec
Kupinečki Kraljevec je sídlo vesnického charakteru v Chorvatsku, které je součástí města Záhřeb. Nachází se asi 19 km jihozápadně od centra Záhřebu. Je jedním z odlehlých předměstí Záhřebu, ale zároveň i samostatnou vesnicí. V roce 2011 zde žilo celkem 1 957 obyvatel. Kupinečki Kraljevec se nachází ve čtvrti Brezovica a je jejím největším sídlem.
Kupinečki Kraljevec je tvořen mnoha roztroušenými osadami, do nichž patří Ašpergeri, Bečkov Breg, Franje, Gajani, Harabajsi, Hladnjača, Jez, Kraljevečki Bregi, Kupinečki Kraljevec, Leskovci, Lovre, Maleki, Matički, Milače, Mrakov Breg, Pandaki, Pavlići, Potočko, Šolići, Štrpet, Tatari, Tumbri a Vlašići.

## Sousední sídla
| Růžice kompasu | Horvati         | Demerje             | Grančari                     | Růžice kompasu |
| Růžice kompasu | Gornja Zdenčina | Sever               | Strmec                       | Růžice kompasu |
| Růžice kompasu | Gornja Zdenčina | Kupinečki Kraljevec | Strmec                       | Růžice kompasu |
| Růžice kompasu | Gornja Zdenčina | Jih                 | Strmec                       | Růžice kompasu |
| Růžice kompasu | Kupinec         | Bratina             | Starjak Bregana Pisarovinska | Růžice kompasu |